# Fernando Romay
Fernando Romay Pereiro (* 23. September 1959 in A Coruña) ist ein ehemaliger spanischer Basketballspieler. Der 2,13 Meter große Center, der vor allem für seinen Hakenwurf berühmt war, absolvierte seine gesamte Profikarriere bei Real Madrid, mit denen er acht spanische Meisterschaften, fünf Pokalsiege sowie neun internationale Titel (2× Europapokal der Landesmeister, 3× Europapokal der Pokalsieger, 1× Korać-Cup, 3× Intercontinentalcup) erreichte.
Fernando Romay absolvierte zudem insgesamt 174 Spiele mit der spanischen Basketballnationalmannschaft, wobei die größten Erfolge die Vizeeuropameisterschaft 1983 sowie die Silbermedaille bei den Olympischen Sommerspielen 1984, als man erst im Finale gegen die übermächtige USA unterlag, waren.

## Erfolge

### Mit Real Madrid
- 8 Spanische Meistertitel (1976/77, 1978/79, 1979/80, 1981/82, 1983/84, 1984/85, 1985/86, 1992/93)
- 5 Spanische Pokalsiege (1976/77, 1984/85, 1985/86, 1988/89, 1992/93)
- 2 Europapokale der Landesmeister (1977/78, 1979/80)
- 3 Europapokal der Pokalsieger (1983/84)
- 1 Korać-Cup (1987/88)
- 2 Intercontinentalcups (1976/77, 1977/78)
- 1 Klub-Weltmeisterschaft (1980/81)

### Mit der Nationalmannschaft
- Vizeeuropameister 1983
- Olympia Silber 1984
- Jugend-Vizeeuropameister 1978
- Dritter Platz Jugend-Europameisterschaft 1976

| Personendaten    | Personendaten                                |
| ---------------- | -------------------------------------------- |
| NAME             | Romay, Fernando                              |
| ALTERNATIVNAMEN  | Romay Pereiro, Fernando (vollständiger Name) |
| KURZBESCHREIBUNG | spanischer Basketballspieler                 |
| GEBURTSDATUM     | 23. September 1959                           |
| GEBURTSORT       | A Coruña, Spanien                            |